# Liste der Monuments historiques in Heippes
Die Liste der Monuments historiques in Heippes führt die Monuments historiques in der französischen Gemeinde Heippes auf.

## Liste der Objekte
| Bezeichnung                                 | Beschreibung | Standort                                        | Kennzeichnung | Schutzstatus | Datum | Bild |
| ------------------------------------------- | --- | ----------------------------------------------- | ------------- | ------------ | ----- | ---- |
| Glocke (1)                                  | Bronze, 1677 gegossen | in der Kirche Notre-Dame-de-l’Assomption (Lage) | PM55000281    | Classé       | 1989  |      |
| Zwei Seitenaltäre                           | jeweils Altartisch und Retabel sowie eine Nikolausskulptur; Stein, farbig gefasst und vergoldet, zweite Hälfte des 18. Jahrhunderts | in der Kirche Notre-Dame-de-l’Assomption (Lage) | PM55001908    | Classé       | 1995  |      |
| Grundstein des Priorats St-Pierre in Flabas | Kalkstein, bezeichnet 1508 | in der Kirche Notre-Dame-de-l’Assomption (Lage) | PM55002564    | Inscrit      | 2005  |      |
| Glocke (2)                                  | Bronze, 1828 gegossen | in der Kirche Notre-Dame-de-l’Assomption (Lage) | PM55002563    | Inscrit      | 2008  |      |
| Kronleuchter                                | Bronze, vergoldet, 19. Jahrhundert                                                                                                  | in der Kirche Notre-Dame-de-l’Assomption (Lage) | PM55001907    | Inscrit      | 1995  |      |